# Aseroë
Aseroë Labill. (cuszka) – rodzaj grzybów z rodziny sromotnikowatych (Phallaceae).

## Systematyka i nazewnictwo
Pozycja w klasyfikacji według Index Fungorum: Phallaceae, Phallales, Phallomycetidae, Agaricomycetes, Agaricomycotina, Basidiomycota, Fungi.

## Niektóre gatunki
- Aseroë coccinea Imazeki & Yoshimi ex Kasuya 2007
- Aseroë floriformis Baseia & Calonge 2005
- Aseroë genovefae Decary 1946
- Aseroë rubra Labill. 1800

Wykaz gatunków (nazwy naukowe) na podstawie Index Fungorum. Uwzględniono tylko gatunki zweryfikowane o potwierdzonym statusie.
We wcześniejszych publikacjach rodzaj ten umieszczano w rodzinie okratkowatych (Clathraceae).